# Benjamin Guinness
Benjamin Lee Guinness, I Baronetto (Dublino, 1º novembre 1798 – Londra, 19 maggio 1868), è stato un imprenditore e filantropo irlandese.

## Biografia
Era il figlio di Arthur Guinness II, e della sua prima moglie, Anne Lee. Si unì a suo padre negli affari di famiglia durante la sua adolescenza, senza frequentare l'università, e dal 1839 prese il controllo esclusivo dell'attività. Dal 1855, quando suo padre morì, Guinness era diventato l'uomo più ricco d'Irlanda, avendo costruito un enorme commercio per l'esportazione e allargando continuamente il suo birrificio.
In cifre, le vendite delle sue birre singole raggiunsero 78.000 barili nel 1855, che nel 1865 arrivarono quasi a 206.000 barili. Di queste, circa 112.000 furono vendute in Irlanda, mentre l'economia rurale si riprendeva dalla carestia delle patate del 1840 e 94.000 sono stati esportate in Gran Bretagna.
Nel 1870 le vendite erano aumentate a 256.000, di cui 120.000 esportate in Gran Bretagna. Benjamin aveva anche coinvolto i suoi figli per espandere ulteriormente le vendite, e nel 1879 questi raggiunsero 565.000 otri.
Come parte dell'espansione del birrificio, e per garantire consegne, ha investito nelle nuove compagnie ferroviarie irlandesi dal 1840. Nel 1867 l'impresa possedeva £ 86.000 di titoli ferroviari irlandesi (per un valore di oltre 135 milioni di sterline nel 2013).

## Carriera politica
Nel 1851 fu eletto primo Lord Mayor of Dublin.
Nel 1863 fu nominato LL.D. (Doctor of Laws) del Trinity College di Dublino, e il 15 aprile 1867 fu creato baronetto.
Guinness fu eletto alla Camera dei Comuni nel 1865 come rappresentante conservatore per la città di Dublino, seggio che mantenne fino alla sua morte. Il capo del suo partito era Lord Derby. In precedenza aveva sostenuto il liberale Lord Palmerston, ma nel 1860 i liberali proposero una tassazione più elevata su bevande come la birra. Prima del 1865 il Partito conservatore irlandese non sosteneva interamente la politica conservatrice britannica, ma lo fece dopo l'Irish Church Act 1869.

### Filantropo
Dal 1860 al 1865, ha intrapreso a proprie spese, e senza assumere un architetto, il restauro della Cattedrale di San Patrizio, un'impresa che gli è costata oltre 150.000 sterline. I cittadini di Dublino e il decano gli hanno presentato gli indirizzi il 31 dicembre 1865, esprimendo la loro gratitudine per ciò che aveva fatto per la città. Gli indirizzi erano in due volumi, che furono poi esposti all'esposizione di Parigi.
Riconoscendo la sua generosità, fu nominato baronetto nel 1867. Fu uno dei commissari ecclesiastici per l'Irlanda, governatore del Simpson's Hospital e vicepresidente del Dublin Exhibition Palace.

## Matrimonio
Sposò, il 24 febbraio 1837, la cugina Elizabeth Guinness (1813-22 settembre 1865), figlia di Edward Guinness. Ebbero quattro figli:
- Anne Lee Guinness (1839-8 novembre 1889), sposò William Plunket, IV barone Plunket, ebbero sei figli;
- Arthur Guinness, I barone Ardilaun (1 novembre 1840-20 gennaio 1915);
- Benjamin Lee Guinness (4 agosto 1842-2 febbraio 1900), sposò Lady Henrietta St. Lawrence, ebbero tre figli;
- Edward Guinness, I conte di Iveagh (10 novembre 1847-7 ottobre 1927).

Nel 1856 comprò l'attuale Iveagh House. Ashford Castle è stato descritto nel libro di William Wilde Lough Corrib.

## Morte
Morì il 19 maggio 1868 nella sua casa di Park Lane a Londra. Al momento della sua morte era impegnato nel restauro della biblioteca pubblica dell'Arcivescovo Marsh, un edificio che confina con la Cattedrale di San Patrizio, che è stata terminata da suo figlio Arthur. Fu sepolto al Mount Jerome Cemetery, il 27 maggio.
Mostrò il suo interesse pratico per l'archeologia irlandese conservando con cura i resti di reperti trovati nelle sue grandi proprietà intorno a Ashford Castle, nella contea di Galway, che comprò nel 1855. La famosa Croce di Cong era stata trasferita a un museo di Dublino nel 1839.